# Таймлесс (серия романов)
«Таймлесс» или «Трилогия драгоценных камней» (оригинальное название — нем. Edelstein Trilogie) — литературный цикл из трёх фантастических романов, написанный немецкой писательницей Керстин Гир в 2007—2011 годах. Альтернативное название: «Любовь через все времена».
В трилогии Керстин Гир рассказывает о путешествиях во времени, о любви и верности, предательстве и коварстве, лжи и искуплении. Главная героиня цикла Гвендолин Шеферд — обычный шестнадцатилетний подросток — неожиданно для себя узнаёт, что ей достался ген путешественника во времени. Так начинаются её приключения, по ходу которых девушке придётся разгадать тайну Двенадцати, обрести новых друзей и познать муки первой любви.
В России трилогия «Таймлесс» была издана детским издательством «Робинс». На русский язык 1-ю и 2-ю книги трилогии перевела Светлана Вольштейн, 3-ю — Вольштейн и Пётр Абрамов.
В 2013 году первая книга трилогии была экранизирована в Германии. В 2014 был снят фильм по второй книге. В 2016 году была экранизирована третья, последняя книга «Таймлесс».

## Книги
1. «Таймлесс. Рубиновая книга» (нем. Rubinrot, «Алый рубин», 2009)
2. «Таймлесс. Сапфировая книга» (нем. Saphirblau, «Синий сапфир», 2010)
3. «Таймлесс. Изумрудная книга» (нем. Smaragdgrün, «Зелёный изумруд», 2011)

## Экранизации
1. Таймлесс. Рубиновая книга (Германия, 2013)
2. Таймлесс 2: Сапфировая книга (Германия, 2014)
3. Таймлесс 3: Изумрудная книга (Германия, 2016)